# SN 2001jr
SN 2001jr – supernowa odkryta 9 grudnia 2001 roku w galaktyce A084742+4424. W momencie odkrycia miała maksymalną jasność 24,50m.